# Пермська область
Пе́рмська область — адміністративно-територіальна одиниця у складі РРФСР (1938—1991) і Російської Федерації (1991—2005). Площа — 160,6 тис. км2. Адміністративний центр — місто Перм.
2005 року в результаті об'єднання з Комі-Перм'яцьким автономним округом в єдиний суб'єкт Російської Федерації перетворена в Пермський край.

## Історія
Утворена 3 жовтня 1938 року Указом Президії Верховної Ради СРСР шляхом виділення зі складу Свердловській області. 31 травня 1939 року Верховна Рада СРСР затвердив утворення області.
З 8 березня 1940 по 2 жовтня 1957 року називалася Молотовською областю.
1 лютого 1963 Указом Президії Верховної Ради РРФСР в Пермській області була введена нова мережа районів. 12 січня 1965 року було відновлено 13 районів. 4 листопада 1965 року Указом Президії ВР РРФСР були утворені Гірничозаводський, Єловський і Кишертський райони. 30 грудня 1966 Указом Президії ВР РРФСР був утворений Уїнський район у селі Уїнське. 13 грудня 1968 року Указом Президії ВР РРФСР був знову утворений Великососновський район з центром у селі Велика Соснова.
Відповідно до Указу Президента Росії № 849 «Про повноважного представника Президента Російської Федерації у федеральному окрузі» від 13 травня 2000 року Пермська область була віднесена до Приволзького федерального округу.
До складу Пермської області входив Комі-Перм'яцький автономний округ (до 1977 року — національний округ). З прийняттям Конституції Росії (1993 Рік) округ став самостійним суб'єктом Російської Федерації, територіально продовжуючи перебувати у складі Пермської області, яка також є суб'єктом РФ, і перебуваючи з областю в договірних відносинах.
7 грудня 2003 року відбувся референдум, на якому жителі Пермської області та Комі-Перм'яцького автономного округу підтримали об'єднання в єдиний суб'єкт Російської Федерації. З 1 грудня 2005 року Пермська область і Комі-Перм'яцький автономний округ припинили своє існування, утворивши новий суб'єкт Російської Федерації — Пермський край. Об'єднання було підтверджено Федеральним конституційним законом від 25.03.2004 р № 1-ФКЗ «Про утворення в складі Російської Федерації нового суб'єкта Російської Федерації в результаті об'єднання Пермської області та Комі-Перм'яцького автономного округу».

## Населення
Після розпаду СРСР область зазнала значного — понад 10 % — спаду населення. З 1990 по 2009 рік населення Прикам'я скоротилося більш ніж на 313 тисяч осіб (з 3 022 108 до 2 708 419 осіб).

## Державна влада

### Керівники області
- жовтень 1938 — Лютий 1939 Гусаров Микола Іванович — голова оргбюро ЦК ВКП (б) по Пермській області

### Перші секретарі Пермського (Молотовського) обкому ВКП(б) - КПРС
- лютий 1939 — квітень 1946 Гусаров Микола Іванович
- квітень 1946 — січень 1950 Хмелевський Кузьма Михайлович
- січень 1950 — січень 1954 Прасс Пилип Михайлович
- січень 1954 — липень 1958 Струев, Олександр Іванович
- липень 1958 — лютий 1960 Соколов Тихон Іванович
- лютий 1960 — січень 1963 Галаншин Костянтин Іванович
- січень 1963 — грудень 1964 Галаншин Костянтин Іванович — промисловий обком КПРС
- січень 1963 — грудень 1964 Смирнов Михайло Анатолійович — сільський обком КПРС
- грудень 1964 — грудень 1968 Галаншин Костянтин Іванович
- грудень 1968 — листопад 1972 Коротков Борис Федорович
- листопад 1972 — серпень 1988 Конопльов Борис Всеволодович
- серпень 1988 — серпень 1991 Чернишов Євген Миколайович

### Голови Пермського (Молотовського) обласного виконавчого комітету
- жовтень 1938 — червень 1939 Семенов Федір Кирилович
- червень 1939 — жовтень 1942 Горюнов Петро Михайлович
- жовтень 1942 — листопад 1944 Кочергін Сергій Олексійович
- листопад 1944 — січень 1948 Швецов Анатолій Іванович
- січень 1948 — червень 1949 Писін Костянтин Георгійович
- червень 1949 — листопад 1950 Федюнькин Дмитро Федорович
- листопад 1950 — грудень 1953 Опутин Геннадій Георгійович
- листопад 1953 — березень 1962 Нікольський Інокентій Михайлович
- березень 1962 — січень 1963 Смирнов Михайло Анатолійович
- грудень 1962 — грудень 1964 Конопльов Борис Всеволодович — промисловий облвиконком
- грудень 1962 — грудень 1964 Петров Іван Іванович — сільський облвиконком
- грудень 1964 — вересень 1972 Конопльов Борис Всеволодович
- листопад 1972 — квітень 1979 Чистоплясов Степан Іванович
- квітень 1979 — березень 1984 Малафєєв Олександр Степанович
- березень 1984 — грудень 1990 Петров Віктор Олександрович
- січень 1991 — грудень 1991 Бистрянцев Михайло Іванович

### Губернатори Пермської області
| № | Губернатор                     | Посада                                | Дата                             | Підстава наділення повноваженнями                                                                                         |
| - | ------------------------------ | ------------------------------------- | -------------------------------- | --- |
| 1 | Борис Юрійович Кузнєцов        | глава Адміністрації Пермської області | 24 грудня 1991 — 6 жовтня 1994   | Указ Президента Росії № 309 від 24.12.1991                                                                                |
| 1 | Борис Юрійович Кузнєцов        | губернатор Пермської області          | 6 жовтня 1994 — 6 січня 1996     | Посада перейменована згідно зі Статутом Пермської області від 6.10.1994 № 88-9                                            |
| 2 | Геннадій В'ячеславович Ігумнов | губернатор Пермської області          | 12 січня 1996 — грудень 1996     | Указ президента РФ № 32 від 12.01.1996                                                                                    |
| 2 | Геннадій В'ячеславович Ігумнов | губернатор Пермської області          | 12 грудня 1996 — 14 грудня 2000  | Результат виборів губернатора Пермської області. Перемога у другому турі голосування, 64,6 % голосів. (перший тур-42,4 %) |
| 3 | Юрій Петрович Трутнєв          | губернатор Пермської області          | 14 грудня 2000 — 11 березня 2004 | Результат виборів губернатора Пермської області. Перемога в першому турі голосування, 51 % голосів.                       |
| 4 | Олег Анатолійович Чиркунов     | тво губернатора Пермської області     | 12 березня 2004 — 1 грудня 2005  | Указ Президента Росії про призначення чинного на той момент губернатора Трутнева Ю. П. міністром природних ресурсів РФ.   |

Губернатор Пермської області очолював вищий орган виконавчої влади області — адміністрацію Пермської області і керував системою виконавчих органів державної влади Пермської області.
Систему виконавчих органів державної влади області складали адміністрація Пермської області, інші виконавчі органи державної влади області, їх територіальні органи або структурні підрозділи на території області.

### Перший заступник голови Адміністрації
| Ф. І. О.                       | Час заміщення посади    |
| ------------------------------ | ----------------------- |
| Ігумнов Геннадій В'ячеславович | 24.01.1992 — 06.10.1994 |
| Сапіро Євген Саулович          | 24.01.1992 — 20.03.1994 |

### Перший віцегубернатор
| Ф. І. О.                        | Час заміщення посади    |
| ------------------------------- | ----------------------- |
| Ігумнов Геннадій В'ячеславович  | 06.10.1994 — 12.01.1996 |
| Шубін Ігор Миколайович          | 29.01.1996 — 10.01.1997 |
| Сергєєв Валерій Георгійович     | 29.01.1996 — 10.01.1997 |
| Білоусов Юрій Вікторович        | 05.02.1997 — 18.12.2000 |
| Тушнолобов, Геннадій Петрович   | 19.02.1997 — 18.12.2000 |
| Темкін Анатолій Аркадійович     | 18.12.2000 — 26.03.2004 |
| Буничев, Геннадій Олександрович | 12.05.2004 — 17.12.2005 |
| Кац, Аркадій Борисович          | 14.02.2005 — 15.12.2005 |
| Бухвалов Микола Ювенальевич     | 26.01.2006 — 19.06.2006 |

### Голова Ради народних депутатів
| П. І.Б.                       | Час заміщення посади              |
| ----------------------------- | --------------------------------- |
| Швабський Рудольф Ігорович    | березень 1990 — вересень 1991     |
| Зеленкін Віталій Афанасійович | вересень 1991 — 20.12.1991 (в.о.) |
| Бистрянцев Михайло Іванович   | 20.12.1991 — 09.10.1993           |

### Голова Законодавчих Зборів
| П. І.Б.                     | Час заміщення посади    |
| --------------------------- | ----------------------- |
| Сапіро Євген Саулович       | 02.04.1994 — 14.12.1997 |
| Медведєв Юрій Германович    | 22.12.1997 — 13.01.2000 |
| Дев'яткін Микола Андрійович | 27.01.2000 — 14.12.2011 |